# 黃八妹
黄八妹（1906年—1982年5月4日），本名黃百器，閨名翠雲，江蘇金山人。因雙手都能使槍，人稱雙槍黃八妹。早年以販私鹽爲業，中國抗日戰爭期間組織武裝抗日，後被中華民國陸軍收編，與平湖抗日自衛隊謝友勝結婚。抗戰結束後出任平湖縣參議員，在國共內戰期間進行反共活動，後赴臺灣，1982年於臺北家中逝世。

## 生平
黃八妹祖籍浙江平湖，1906年出生於金衛鄉扶王埭。:275自幼家境貧寒，做童養媳，後解約回家販賣私鹽。
1949年5月，解放軍攻佔平湖、金山二縣，黃八妹逃往大洋山及週邊島嶼，後於1955年初再次逃往臺灣。
1982年5月4日，黃八妹在臺北去世。歸葬於平湖九龍山公墓。